# 松山市立垣生中学校
松山市立垣生中学校（まつやましりつ はぶちゅうがっこう）は、愛媛県松山市にある公立中学校。

## 所在地
- 愛媛県松山市西垣生町418番
- 〒791-8044

## 沿革
- 1947年 - 設立。
- 1948年 - 北校舎竣工。
- 1949年 - 南校舎竣工。
- 1952年 - 講堂竣工。
- 1962年 - 校地拡張。
- 1980年 - 新校舎落成、プール落成。
- 1984年 - 校舎増築、楽焼室完成。
- 1985年 - 校舎増築、柔剣道場、部室新築落成、テニスコート増設
- 2014年 - 女子生徒の夏服のデザインが変更(吊りスカートの廃止)。

## 校区
- 松山市

西垣生町、東垣生町

## 小学校
- 松山市立垣生小学校から進学。

## 著名な出身者
- 青木琴美(漫画家)